# Nicola Maldacea Jr.
Nicola Maldacea Jr. (Napoli, ... – ...; fl. XX secolo) è stato un attore cinematografico italiano.

## Biografia
Noto anche come Nicolino Maldacea, nome con cui ha inciso alcuni dischi per la Leon Disco (etichetta della Phonotype), fratello dell'attore Franz Maldacea e nipote dell'attore Nicola Maldacea, ha lavorato spesso con Totò come caratterista.
Nel film Un turco napoletano interpreta la canzone Carmé Carmé, scritta da Totò, che nel 1988 venne inserita nella compilation Le canzoni di Totò Vol. 1.

## Filmografia
- Un turco napoletano, regia di Mario Mattoli (1953)[2]
- Miseria e nobiltà, regia di Mario Mattoli (1954)[3]
- Il medico dei pazzi, regia di Mario Mattioli (1954)[4]
- Suor Letizia - Il più grande amore, regia di Mario Camerini (1956)[5]